# القيد (مدينة البيضاء)

تعديل مصدري - تعديل

حارة القيد هي إحدى حارات مدينة مدينة البيضاء أحد مدن محافظة البيضاء، بلغ تعداد سكانها 201 نسمة حسب تعداد اليمن لعام 2004.